# Snæfellsjökull
Ne doit pas être confondu avec Parc national de Snæfellsjökull ou Snæfell (Fljótsdalshreppur).
Le Snæfellsjökull ['snaiːfɛlsˌjœkʏtl˳] est un stratovolcan d'Islande surmonté d'une calotte glaciaire qui culmine à 1 446 mètres d'altitude. Il est situé à l'extrémité occidentale de la péninsule de Snæfellsnes.

## Étymologie
Le nom exact de la montagne est Snæfell, jökull voulant dire « glacier ». Mais il existe en Islande deux autres montagnes du nom Snæfell (la « montagne de neige »), alors pour la distinguer, cette montagne est appelée Snæfellsjökull.

## Géographie
Quand on se trouve en face de la montagne, on voit bien que deux petites cheminées noires surmontent la glace du pic. Elles constituent une partie du bord d'une petite caldeira qui se trouve au sommet.
En voyant le Snæfellsjökull de loin, par exemple de Reykjavík — et c'est possible malgré une distance de 120 km — il ressemble un peu au mont Fuji au Japon. Tous les deux sont des stratovolcans.
Le système volcanique du Snæfellsjökull est le plus occidental des trois présents dans la péninsule de Snæfellsnes (les deux autres étant le Helgrindur et le Ljósufjöll).
Le volcan central a un diamètre de 15 à 20 km.

## Histoire
Les roches volcaniques les plus anciennes remontent à 800 000 ans environ. Durant l'Holocène, il y aurait eu entre 20 et 25 éruptions.
Trois éruptions pliniennes majeures (VEI de 4) se sont produites il y a 8 000 à 9 000 ans, 4 000 ans et 1 800 ans, cette dernière étant identifiée comme étant la plus importante de l'Holocène, l'explosion étant accompagnée d'un épanchement de lave sur environ 30 km2.

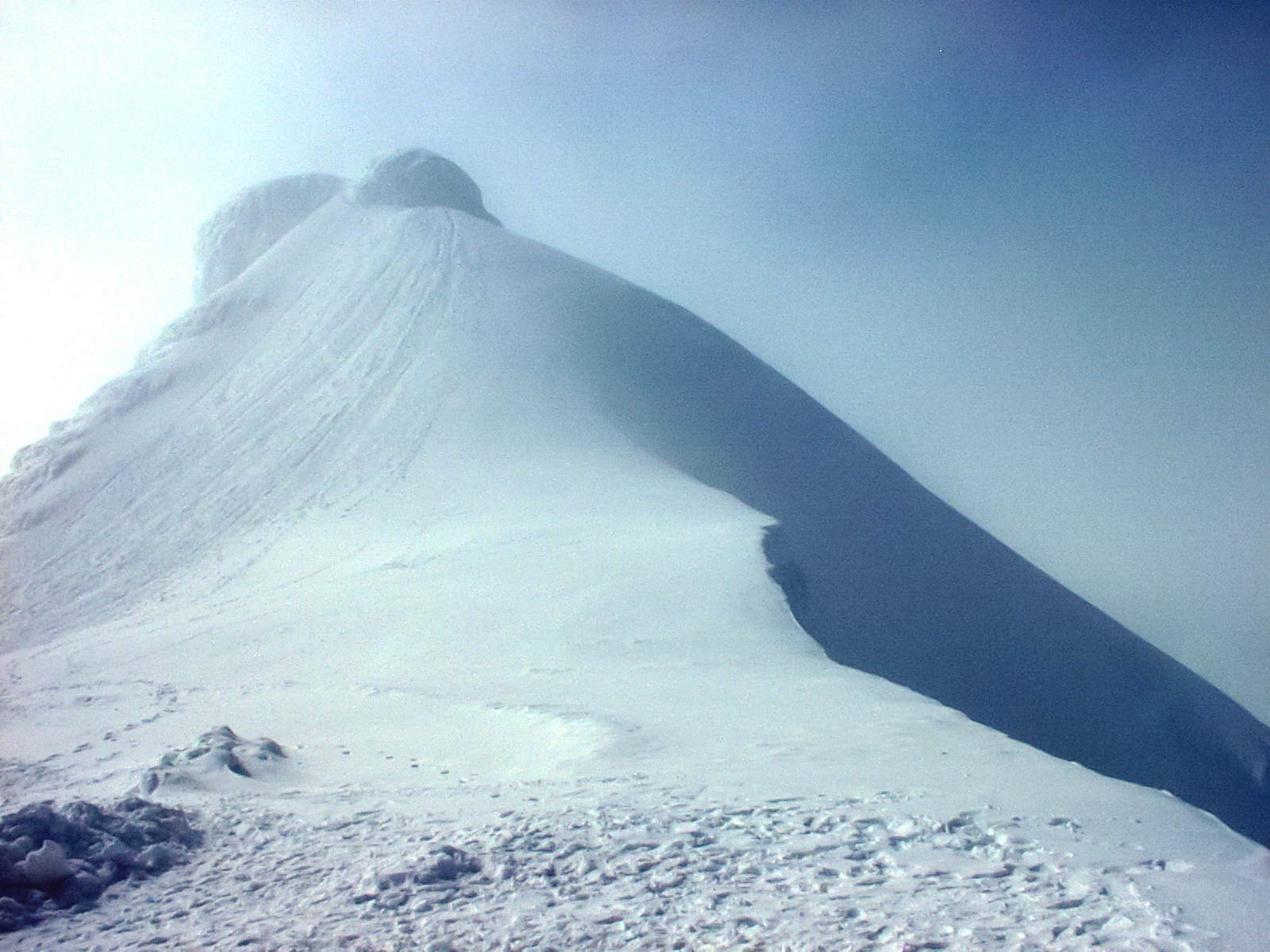
Vue du sommet du Snæfellsjökull.
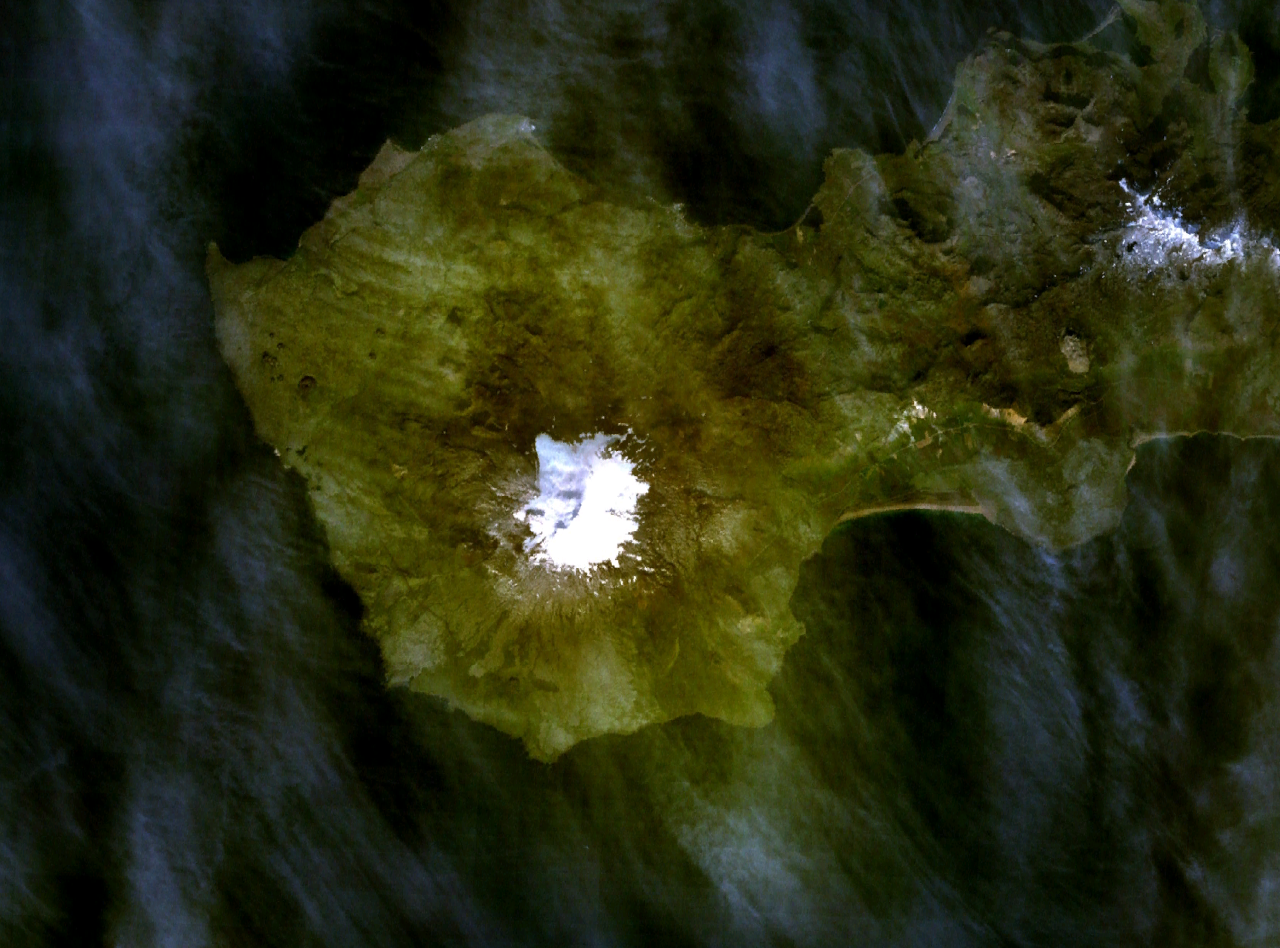
Image satellite du Snæfellsjökull.
Carte du Snaefellsjökull

Le géologue David Evans, avec son équipe, a analysé la cartographie du volcan. Il comprend une zone extérieure de moraines emplies par la glace qui sont précédées par un ensemble de dépôts de pierres ponces, vraisemblablement symboliques des conditions polythermiques datées du maximum de Petit âge glaciaire. L'étude du site permet d'établir un lien entre les épisodes de volcanisme et de glaciation en Islande.

## Tourisme
Grâce à sa beauté, le site du volcan est un des points culminants du tourisme de l'île. Le parc national de Snæfellsjökull, dont le volcan est le centre, a été fondé en 2001.

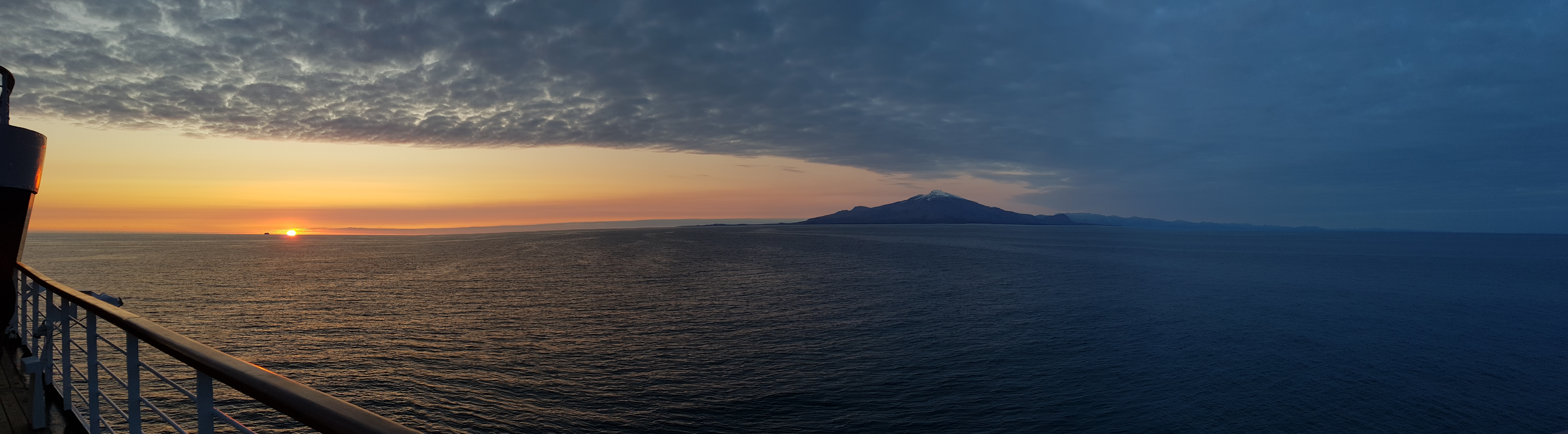
Coucher de soleil près du Snæfellsjökull vu d'un paquebot de croisière ; à l'horizon, près du soleil, le paquebot Viking Jupiter.

## Littérature
Dans son roman d'aventure Voyage au centre de la Terre, paru en 1864, l'écrivain français Jules Verne met en scène deux géologues allemands guidés par un Islandais qui descendent vers le centre de la Terre en empruntant l'un des cratères du Snæfellsjökull, en suivant les indications d'un explorateur islandais, Arne Saknussemm. Dans le roman, le volcan est appelé le Sneffels (à ne pas confondre, donc, avec le mont Sneffels situé au Colorado).